# Charles Emil Hagdahl
Charles Emil Hagdahl, född 7 februari 1809 i Linköping, död 29 november 1897 i Stockholm, var en svensk läkare och författare till Kokkonsten som vetenskap och konst från 1879, en kokbok som blev mycket populär och inflytelserik.

## Biografi
Charles Emil Hagdahl var son till lanträntmästaren Johan Hagdahl och Henrietta Wendtlandt och från 1841 gift med Emilia Fredrika Gylling. Han studerade medicin vid Uppsala universitet. Han arbetade från 1839 som läkare i Stockholm och blev medicine doktor i Uppsala 1841. 1847 blev han intendent för Djurgårdsbrunns kuranstalt. Kort därefter flyttade han till Tidö slott i Västmanland, vilket han dock bara innehade en kort tid, och därefter flyttade han till Stockholm.
Hagdahl var en aktiv skribent redan tidigt, och skrev bland annat en rapport om förhållandena i fängelserna i de länder han på justitiekanslerns uppdrag besökt på en resa under 1840-talet, samt Mejerierna i hertigdömena Schleswig och Holstein (1855), vilken prisbelönades av Lantbruksakademien.
Hagdahl ägde vid sin död en avsevärd förmögenhet och testamenterade sin omfattande konstsamling till Linköpings stad och lade därmed grunden till Linköpings stads museum för konst som numera ingår i Östergötlands museum. Han räknades som en duktig amatörkonstnär.
Hagdahl var svärfar till Marcus Wallenberg och morfar till bröderna Jacob och Marcus Wallenberg.

## Verk
Charles Emil Hagdahls eftermäle vilar dock helt och hållet på Kokkonsten som vetenskap och konst (full titel: Kokkonsten som vetenskap och konst med särskildt afseende på helsolärans och ekonomiens fordringar). Den utkom 1878–1879 och omfattar omkring 3000 recept (allt från struvor till stuvning på grävling), samt råd om hantering av livsmedel och uppfostran av hembiträden. Boken innehåller även bestämda åsikter om hur husmödrar och tjänstefolk bör hanteras. Stilen är omväxlande praktisk och sirligt poetisk och drömmande.

### Fotnoter
1. ↑  Hagdahl, Charles Emil (26 juli 1879). ”Kokkonsten”. Kokkonsten. Arkiverad från originalet den 4 mars 2016. https://web.archive.org/web/20160304201731/http://www.kokkonsten.se/1879/01/30/husmodern/. Läst 30 januari 2011.
2. ↑  Hagdahl, Charles Emil. ”Husmodern”. Kok-konsten. Arkiverad från originalet den 4 mars 2016. https://web.archive.org/web/20160304201731/http://www.kokkonsten.se/1879/01/30/husmodern/. Läst 12 februari 2012.